# FC Oțelul Galați
Az Oțelul Galați egy román labdarúgócsapat.

## Történet
1964-ben, megalakulásának évében a városban, Galațiban, már volt egy elsőosztályú csapat, a Siderurgistul Galați, mely Román Kupadöntőt is játszott 1963-ban.
Az Oțelul Galați 1968-69-es szezonban a B-divízióban játszott. A 70-es évektől többször megváltoztatták a nevét: F.C. Galați,  F.C.M. Galați. 1974-től az elsőosztályban szerepelt több éven keresztül, Dunărea Galați néven.
A régi Oțelul-ból (ekkor már Dunărea) több játékos kivált, és egy új csapatot hozott létre Oțelul Galați néven, mely a C osztályban játszott, később teljesen megszűnt.
A város egy másik csapata, a Metalosport feljut 1982-ben a B-divízióba, ahol felveszi az Oțelul Galați nevet, melyet azóta nem változtattak meg. 1986-ban feljut az A osztályba, ahol 1990-ig bent is tudott maradni.
Nemzetközi kupában első szereplése 1988-ban volt, az UEFA-kupa első fordulójában egy hazai 1-0-s győzelmet követően 5-0-ra kapott ki az olasz Juventus Torinotól. A csapat ezen kívül még 4 alkalommal játszott az UEFA-kupában: 1997-98, 1998-99, 2004-05 és a 2007-08-as szezonokban. Utoljára a 2007-es Intertotó-kupa megnyerését követően.

## Eredmények

### Liga I
- Negyedik hely (3): 1987-88, 1996-97, 1997-98

### Román kupa
- Ezüstérem (1): 2003-04

### Intertotó-kupa
- Harmadik forduló (döntő): 2007 → továbbjutott a  2007–2008-as UEFA-kupa második selejtező körébe

### Híres játékosok
Románia
- Romulus Chihaia
- Borcea Paraschiv
- Ioan Nicu
- Silviu Iorgulescu
- Tudorel Călugăru
- Gelu Popescu
- Damian Bancilă
- Valentin Ştefan
- Ionel Budacă
- Ionel Chebac
- Viorel Anghelinei
- Nicu Marcadonatu
- Daniel Baston
- Gigi Ion
- Gheorghe Cornea
- George Bedreagă
- Horațiu Cioloboc
- Daniel Florea
- Dorin Arcanu
- Stelian Bordeianu
- Constantin Bădan
- Iulian Apostol
- Daniel Baştină
- Mihai Guriță
- Viorel Ion
- Florin Cernat
- Sorin Ghionea
- Cornel Cernea
- Gabriel Boștină
- Cătălin Tofan
- Marius Stan
- Nicolae Burcea
- Ion Profir
- Adrian Velicioiu
- Claudiu Muha
- Marius Humelnicu
- Adrian Ariton
- Paul Bogdan
- Mihai Ştirbulescu
- Nelu Boroş
- Ionel Luță
- Marius Bârnoveanu
- Tudorel Pelin
- Costin Maleş
- Mitică Ragea
- Dragoş Urdaru
- Adrian Dobrea
- Cristian Chebuțiu
- Nelu Popliacă
- Marius Gugoaşă
- Marian Bodea
- Leonard Nemțanu
- Marin Petrache
- Marian Bârladeanu
- Tudor Stanciu
- Tiberiu Stanciu
- Mircea Stanciu
- Cornel Turcu
- Robert Pascu
- Costică Tudosă
- Florin Ignat
- Iulian Neculai
- George Movilă
- Emil Spirea
- Gheorghe Stamate
- Aurelian Stamate

## Külső hivatkozások
- Hivatalos honlap
- Szurkolói oldal 1
- Szurkolói oldal 2